# トゥーラ (イタリア)
トゥーラ（イタリア語: Tula）は、イタリア共和国サルデーニャ自治州サッサリ県にある、人口約1,500人の基礎自治体（コムーネ）。

## 地理

### 位置・広がり

#### 隣接コムーネ
隣接するコムーネは以下の通り。
- エールラ
- オスキリ
- オツィエーリ
- テンピオ・パウザーニア